# Якшигулов, Сафуан Суфиянович
Сафуан Суфиянович Якшигулов (баш. Сафуан Суфиян улы Яҡшығолов, апрель 1871 — июль 1931) — башкирский поэт.

## Биография
Якшигулов Сафуан Суфиянович родился в апреле 1871 года в с. Ильчигулово
Белебеевского уезда Уфимской губернии (ныне Миякинского района Башкортостана). Учился в медресе родного села.
В 1895 году окончил школу в Давлеканово, был назначен муллой в деревню Новояппарово. В деревне открыл медресе, преподавал русский язык.

## Творчество
Начал печататься в 1906 году. Стихотворение «Из Порт-Артура» было написано Якшигуловым на русско-японской войне.
В сборниках стихов «Памяти мугаллима Султангильды» («Мөғәллим Солтангилде әфәнденең мәрҫиәсе», Казань, 1908), «Положение башкир» («Башҡорт хәлләре», Стерлитамак, 1911), «На Дёме» («Дим буйы», Казань, 1912) проявил себя как поэт-просветитель, выступал против разграбления башкирских земель и колонизации края. А в сборнике «Пламя души» («Күңел ялҡынлары», Уфа, 1916) преобладает философская лирика о судьбе родного народа.
Сборник «Башкирские дела» получил такую оценку уфимской газеты «Вакыт» («Время»): 

«Книга в поэтической форме прекрасно повествует о жизни наших башкирских соотечественников. Её ценность еще более возрастает благодаря тому, что составитель С. Якшигулов является истинным башкиром. Не будет преувеличением, если мы скажем, что её следует прочитать всем, так как она, написанная обо всем, что связано с башкирами, рукой самих башкир, достойна занять место в истории»— Статья в журнале «Ватандаш»
.
В своих стихах Сафуан Якшигулов критиковал духовенство, выступал против колониальной политики царизма, ратовал за раскрепощение женщин. Октябрьскую революцию приветствовал в стихотворением «В связи с праздником Октябрьской революции 1917 года» (1919).
Перевёл басни И. Крылова, И. Дмитриева, Л. Толстого и др. В последние годы жизни из-за гонений властей отошёл от творческой деятельности.